# Bilderbergconferentie

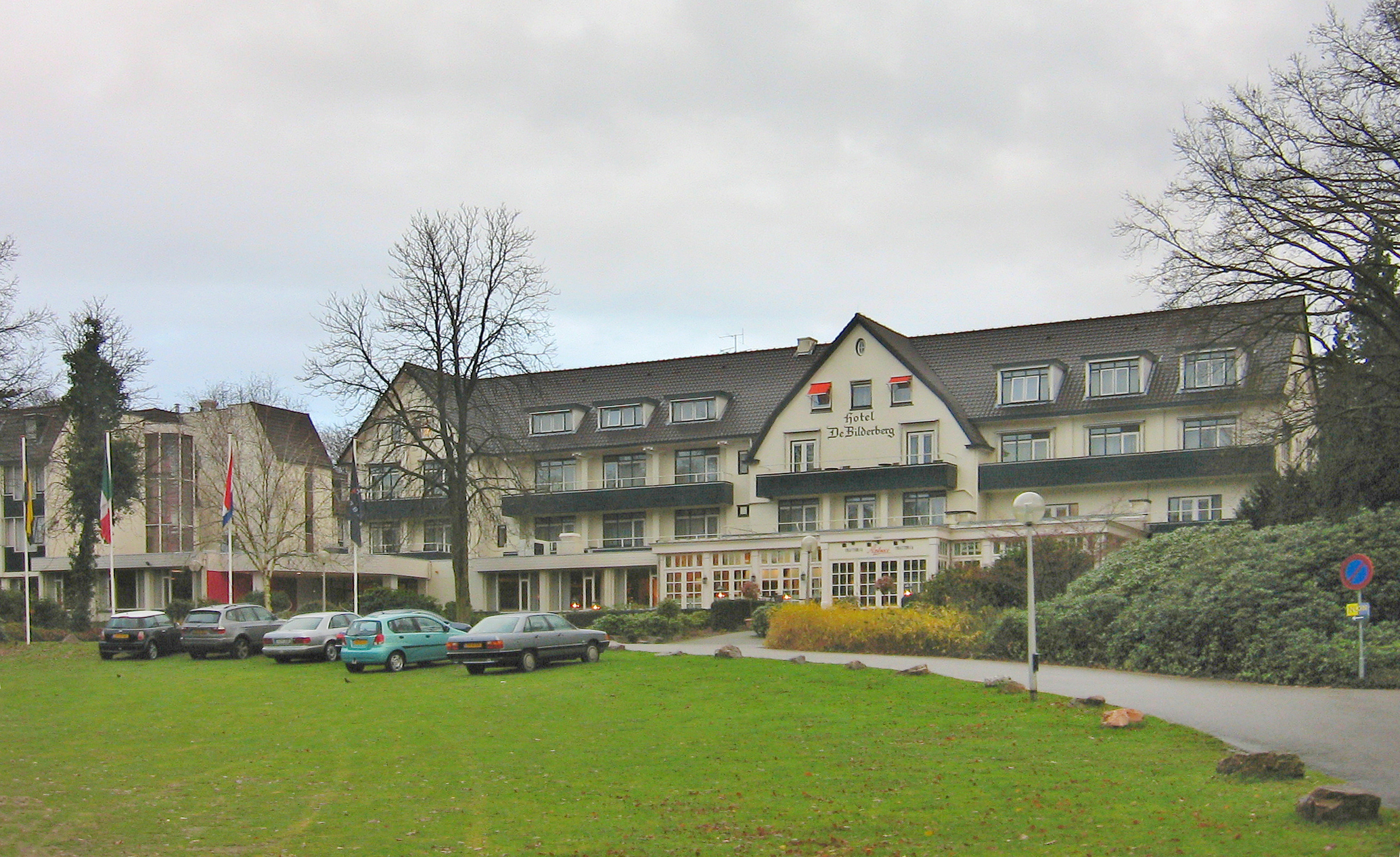
Hotel De Bilderberg in Oosterbeek, waar de eerste conferentie plaatsvond

De Bilderbergconferenties zijn politieke bijeenkomsten waarbinnen internationale beeldvorming en ideeën centraal staan. Deelnemers zijn invloedrijke figuren uit de Westerse wereld, voornamelijk uit het bedrijfsleven, politiek, wetenschap, media en de financiële wereld. Er wordt vergaderd volgens de Chatham House Rule.

## Geschiedenis
De eerste Bilderbergconferentie werd georganiseerd in 1954 naar aanleiding van de verslechterende relatie tussen de Verenigde Staten en Europa. Initiatiefnemers waren onder anderen de Pool Józef Retinger, Unilever-topman Paul Rijkens, de Belgische ex-premier Paul van Zeeland en prins Bernhard. Deze politieke conferenties hadden een zeer geheim karakter. Daardoor zouden mensen van verschillend allooi en verschillende opvatting eerder geneigd zijn om deel te nemen. Deelname geschiedt slechts na persoonlijke uitnodiging. Toen minister Joseph Luns eind jaren 1950 geheel onaangekondigd tot tweemaal toe zonder uitnodiging de conferentie trachtte binnen te dringen, werd hem op last van prins Bernhard en een Rockefeller-telg geboden het pand te verlaten.
De eerste conferentie was in Hotel De Bilderberg in Oosterbeek van 29 tot 31 mei 1954. Er werd onder meer van gedachten gewisseld over de houding tegenover het communisme, het communisme in Europese landen als Frankrijk en Italië, de Korea-oorlog en de Europese integratie. Prins Bernhard was voorzitter van de conferentie. Iedere genodigde had acht minuten spreektijd, maar ook buiten de zittingen om was er veel contact tussen de genodigden.
De Bilderbergconferentie groeide door de jaren heen uit tot een vaste organisatie, die werd gefinancierd door giften van bedrijven en particulieren en (in elk geval de eerste edities) in belangrijke mate door de CIA. In de loop van de jaren hebben verschillende belangrijke en invloedrijke mensen aan de conferentie deelgenomen, zoals de Amerikaanse presidenten George H.W. Bush en George W. Bush, en verder Henry Kissinger, David Rockefeller, Jan Peter Balkenende, Koning Willem-Alexander, Mark Rutte en Sigrid Kaag.
Prins Bernhard bleef voorzitter tot 1976, toen hij in opspraak raakte in verband met de Lockheedaffaire.
De organisatie heeft een hoofdkantoor in Leiden.
| Voorzitter                     | Voorzitter                                       | Termijn       | Termijn           | Anciënniteit | Achtergrond                                          | Achtergrond                      | Land                |
| ------------------------------ | ------------------------------------------------ | ------------- | ----------------- | ------------ | ---------------------------------------------------- | -------------------------------- | ------------------- |
| Bernhard van Lippe-Biesterfeld | Prins Bernhard van Lippe-Biesterfeld (1911–2004) | 29 mei 1954   | 29 september 1976 | 22 jaar      | Prins-gemaal van Nederland (1948–1980)               | Militair Bestuurder              | Nederland           |
| Alec Douglas-Home              | Baron Alec Douglas-Home (1903–1995)              | 22 april 1977 | 20 april 1980     | 2 jaar       | Premier van het Verenigd Koninkrijk (1963–1964)      | Politicus Diplomaat              | Verenigd Koninkrijk |
| Walter Scheel                  | Walter Scheel (1919–2016)                        | 15 mei 1981   | 12 mei 1985       | 3 jaar       | Bondspresident van Duitsland (1974–1979)             | Politicus Bestuurder             | Duitsland           |
|                                | Baron Eric Roll (1907–2005)                      | 25 april 1986 | 14 mei 1989       | 3 jaar       | Lid van het Hogerhuis (1977–2005)                    | Ondernemer Econoom               | Verenigd Koninkrijk |
| Peter Carington                | Baron Peter Carington (1919–2018)                | 11 mei 1990   | 17 mei 1998       | 7 jaar       | Secretaris-generaal van de NAVO (1984–1988)          | Politicus Diplomaat              | Verenigd Koninkrijk |
| Étienne Davignon               | Graaf Étienne Davignon (1932)                    | 3 juni 1999   | 12 juni 2011      | 12 jaar      | Eurocommissaris (1977–1985)                          | Politicus Diplomaat Bestuurder   | België              |
| Henri de Castries              | Graaf Henri de Castries (1954)                   | 31 mei 2012   | 2 juni 2019       | 6 jaar       | Bestuursvoorzitter van AXA (2000–2016)               | Ondernemer Bestuurder            | Frankrijk           |
| Victor Halberstadt             | Professor Victor Halberstadt (1939–2024)         | 30 april 2020 | heden             | 5 jaar       | Kroonlid van de Sociaal-Economische Raad (1972–2004) | Hoogleraar Econoom Ambtenaar     | Nederland           |
| Marie-Josée Kravis             | Marie-Josée Kravis (1949)                        | 30 april 2020 | heden             | 5 jaar       |                                                      | Ondernemer Filantroop Bestuurder | Canada              |

## Kritiek
Door de jaren heen zijn de Bilderbergconferenties niet onomstreden geweest. Critici verwijten de Bilderberggroep dat ze buiten de democratie om besluiten neemt. In het Europees Parlement en de Tweede Kamer zijn vragen over de Bilderbergconferenties en de rol van prinses, toen koningin, Beatrix daarin, onbeantwoord gebleven. Ook werd niet ingegaan op de inhoud van de conferenties.
Journalisten zijn niet welkom tenzij genodigd; wel wordt de conferentie regelmatig bezocht door vaste leden van belangrijke kranten zoals The Washington Post en The New York Times, maar iedereen is verplicht tot geheimhouding.

## Locaties en deelnemers
- Voor een complete lijst met locaties en deelnemers, zie Lijst van Bilderbergconferenties.
- Voor Belgische en Nederlandse deelnemers vanaf 2000, zie Lijst van Belgische en Nederlandse deelnemers van Bilderbergconferenties.